# 150 Nuwa
150 Nuwa este un asteroid din centura principală, descoperit pe 18 octombrie 1875, de James Watson.